# Tetrix ochronotata
Tetrix ochronotata är en insektsart som beskrevs av Zheng, Z. 1998. Tetrix ochronotata ingår i släktet Tetrix och familjen torngräshoppor. Inga underarter finns listade i Catalogue of Life.